# 卡尔·布什比
卡尔·布什比（英語：Karl Bushby）是一位英國步行冒险家和作家。他是首位嘗試挑戰不間斷徒步環繞世界一周的冒險家，這個計劃被稱為「哥利亞遠征」（Goliath Expedition）。

## 早期生活
布什比出生于英格兰的赫尔河畔金斯顿。 他在16岁时加入了英国陆军并在第三伞兵团服役了11年。

## 哥利亞長征

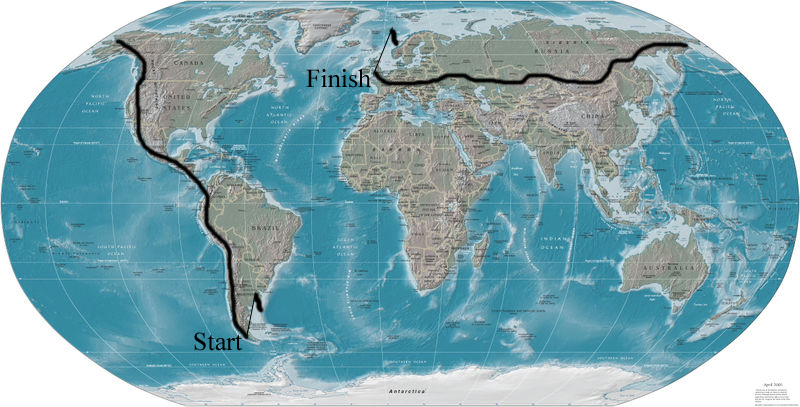
哥利亞長征计划路线

哥利亞長征計劃中，布什比嘗試以「不間斷步伐」的方式徒步環繞世界一周，由智利南端、也是南美洲南端的蓬塔阿雷納斯步行到他在英格蘭赫爾河畔金斯頓的家鄉。計劃開始於1998年11月1日，本來預計用8年時間完成超過58,000公里的路程，但經過數次延宕之後，幾已肯定不可能在2018年之前完成。
8年後的2006年，他已經步行了超過27,000公里，並已橫越了南美洲、中美洲和北美洲。按照這個步速，布什比本來預計將於2012年完成餘下31,000公里的行程並抵達家門。
2006年3月，布什比和法國冒險家迪米特里·基弗（法語：Dimitri Kieffer）徒步橫越白令海峽，他們需要用14天走一條長240公里的迂迴路線，來跨越阿拉斯加和西伯利亞之間一段93公里寬、已結冰的白令海峽他們抵達俄羅斯楚科奇自治區的烏厄連村（俄語：Уэлéн）時被俄羅斯邊防軍拘留，指他們未在正確的口岸入境，有可能被禁足俄羅斯，無法繼續哥利亞長征計劃。同年5月，俄羅斯上訴法院批准布什比的入境申請，他的旅程不致難產。英國衛報指這是時任英國副首相、也是下議院東赫爾選區議員與時任楚科奇自治區區長羅曼·阿巴莫域治（石油大亨、英格蘭超級聯賽球會車路士的老闆）磋商後的成果。
2007年3月16日，布什比成功從俄羅斯當局取得所需的批文，繼續行程。他本來打算跟基弗步行到雅庫次克，但在取得簽證和特別進入許可（由於他途經的都是軍事區，需要特別的許可證）受到俄羅斯當局刁難。2007年裡，他步行了1,000公里由烏厄連走到比利比諾附近的Dvoynoye，然後又得在11月簽證到期之前離開俄羅斯回到阿拉斯加。
由於他的簽證申請很晚才獲批准，而且5月時積雪融化後整個地區都變成沼澤和河流，不可能徒步通過，結果2008年他很晚才能出發，只走了3個星期，抵達比利比諾。雪上加霜的是，他的簽證限定每180天簽證期只可逗留90天，限期一到他又要離開俄羅斯。
2008年底至2010年期間，布什比因簽證和經濟原因滯留墨西哥。他的幾個贊助者都因為環球金融危機而停止贊助直至他於2010年成功找到新贊助者，以及俄羅斯政府批出新一個簽證後，他又於2011年春天繼續步行橫跨俄羅斯。
除了90天的簽證限制，布什比的行程也繼續受凍土環境所拖延，他只能在冬末至初春的一段時間內步行。2011年4月25日，步行了大約1,100公里後，他抵達中科雷姆斯克並完成2011年的行程。2012年行程再開時，他只需再走900公里就可以到達道路較好的地區，不再受融雪時間限制。可是在2012年4月12日，布什比在他的網站中宣佈俄羅斯當局再次拒絕發出2012年的簽證。
2013年3月，俄羅斯進一步禁止布什比入境5年。
在美國國家地理學會的協助下，布什比暫時改為徒步由美國西岸的洛杉磯走4,800公里到東岸的華盛頓，他的目的地是俄羅斯大使館。在這次行程末段，他的入境禁令解除，更收到俄羅斯政府的邀請信。布什比在2014年於俄羅斯註美國大使館獲得入境簽證，為這次為期一年的旁枝任務畫上句號。
截至2015年5月15日，布什比身處俄羅斯雅庫次克。